# فهرست مأموریت به مریخ
فهرست مأموریت‌های مریخ؛ انگلیسی: List of missions to Mars، لیست مأموریت‌های فضایی مختلفی که در رابطه با سیارهٔ مریخ به انجام آنها اقدام شده‌است. این مأموریت‌ها استفاده از یک فضاپیما، مدارگرد و مریخ نورد را شامل می‌شود.

## مأموریت‌ها
| فضاپیما                                    | تاریخ راه‌اندازی | اپراتور                               | مأموریت                               | نتیجه                                                      | توضیح | وسیله پرتاب            |
| ------------------------------------------ | --------------- | ------------------------------------- | ------------------------------------- | ---------------------------------------------------------- | --- | ---------------------- |
| 1M No.1                                    | ۱۰ اکتبر ۱۹۶۰   | OKB-1 شوروی                           | پرواز کناری                           | ناموفق در راه‌اندازی                                        | پرواز برنامه‌ریزی شده در مریخ. به دلیل ناکامی در مرحله سوم موشک مولنیا به مدار زمین نرسید | مولنیا                 |
| 1M No.2                                    | ۱۴ اکتبر ۱۹۶۰   | OKB-1 شوروی                           | پرواز کناری                           | ناموفق در راه‌اندازی                                        | پرواز کناری برنامه‌ریزی شده در مریخ. به دلیل ناکامی در مرحله سوم موشک مولنیا به مدار زمین نرسید | مولنیا                 |
| 2MV-4 No.1                                 | ۲۴ اکتبر ۱۹۶۲   | شوروی                                 | پرواز کناری                           | ناموفق در راه‌اندازی                                        | Booster stage ("Block L") disintegrated in LEO | مولنیا                 |
| مریخ ۱ (2MV-4 No.2)                        | ۱ نوامبر ۱۹۶۲   | شوروی                                 | پرواز کناری                           | نقص فضاپیما                                                | پیش از انجام پرواز کناری ارتباط آن با زمین قطع شد. | مولنیا                 |
| 2MV-3 No.1                                 | ۴ نوامبر ۱۹۶۲   | شوروی                                 | Lander Vanguard                       | ناموفق در راه‌اندازی                                        | Never left LEO | مولنیا                 |
| مارینر ۳                                   | ۵ نوامبر ۱۹۶۴   | NASA · ایالات متحده آمریکا            | پرواز کناری                           | ناموفق در راه‌اندازی                                        | جداکنندهٔ بار از وسیله پرتاب عمل نکرد | Atlas LV-3 Agena-D     |
| Mariner 4                                  | ۲۸ نوامبر ۱۹۶۴  | ناسا · ایالات متحده آمریکا            | پرواز کناری                           | موفق                                                       | The first flyby of Mars on 1۵ ژوئیه ۱۹۶۵ | Atlas LV-3 Agena-D     |
| Zond 2 (3MV-4A No.2)                       | ۳۰ نوامبر ۱۹۶۴  | شوروی                                 | پرواز کناری                           | نقص فضاپیما                                                | Communications lost before flyby | Molniya                |
| مارینر ۶                                   | ۲۵ فوریه ۱۹۶۹   | ناسا · ایالات متحده آمریکا            | پرواز کناری                           | موفق                                                       | | Atlas SLV-3C Centaur-D |
| 2M No.521 (1969A)                          | ۲۷ مارس ۱۹۶۹    | شوروی                                 | مدارگرد                               | ناموفق در راه‌اندازی                                        | ناموفق در راه‌اندازی | Proton-K/D             |
| Mariner 7                                  | ۲۷ مارس ۱۹۶۹    | NASA · ایالات متحده آمریکا            | پرواز کناری                           | موفق                                                       | | Atlas SLV-3C Centaur-D |
| 2M No.522 (1969B)                          | ۲ آوریل ۱۹۶۹    | شوروی                                 | مدارگرد                               | Launch failure                                             | به مدار نرسید | Proton-K/D             |
| Mariner 8                                  | ۹ مه ۱۹۷۱       | NASA · ایالات متحده آمریکا            | مدارگرد                               | ناموفق در راه‌اندازی                                        | ناموفق در راه‌اندازی | Atlas SLV-3C Centaur-D |
| Kosmos 419 (3MS No.170)                    | ۱۰ مه ۱۹۷۱      | شوروی                                 | مدارگرد                               | ناموفق در راه‌اندازی                                        | Never left LEO; booster stage burn timer set incorrectly | Proton-K/D             |
| Mars 2 (4M No.171)                         | ۱۹ مه ۱۹۷۱      | شوروی                                 | مدارگرد                               | موفقدر ۲۷ نوامبر وارد مدار شد و برای ۳۶۲ دور در مدار ماند، | Proton-K/D |                        |
| Mars 2 lander (SA 4M No.171)               | ۱۹ مه ۱۹۷۱      | شوروی                                 | سطح‌نشین                               | نقص فضاپیما                                                | Deployed from Mars 2, failed to land during attempt on 2۷ نوامبر ۱۹۷۱ | Proton-K/D             |
| Mars 3 (4M No.172)                         | ۲۸ مه ۱۹۷۱      | شوروی                                 | مدارگرد                               | موفق                                                       | در تاریخ ۲ دسامبر ۱۹۷۱ وارد مدار شد و برای ۲۰ بار در مدار چرخید | Proton-K/D             |
| Mars 3 سطح‌نشین (SA 4M No.172)              | ۲۸ مه ۱۹۷۱      | شوروی                                 | سطح‌نشین                               | موفق                                                       | The first lander on Mars. Contact lost 14.5 | Proton-K/D             |
| Prop-M Rover rover (SA 4M No.172)          | ۲۸ مه ۱۹۷۱      | شوروی                                 | Rover                                 | نیمه‌موفق                                                   | استقرار در مدار ناشناخته مانده‌است و این به دلیل مشکل ارتباطی به سبب طوفان بود | Proton-K/D             |
| Mariner 9                                  | ۳۰ مه ۱۹۷۱      | NASA · ایالات متحده آمریکا            | مدارگرد                               | موفق                                                       | The first orbiter of Mars. در ۱۴ نوامبر ۱۹۷۱ وارد مدار شد و ۵۱۶ روز پس از ورود به مدار غیرفعال شد.                                                                                                 | Atlas SLV-3C Centaur-D |
| Mars 4 (3MS No.52S)                        | ۲۱ ژوئیه ۱۹۷۳   | شوروی                                 | مدارگرد                               | نقص فضاپیما                                                | Failed to perform orbital insertion burn | Proton-K/D             |
| Mars 5 (3MS No.53S)                        | ۲۵ ژوئیه ۱۹۷۳   | شوروی                                 | مدارگرد                               | Partial failure                                            | Failed after 9 days in Mars orbit; returned 180 frames | Proton-K/D             |
| Mars 6 (3MP No.50P)                        | ۵ اوت ۱۹۷۳      | شوروی                                 | Lander Flyby                          | Spacecraft failure                                         | Contact lost upon landing, atmospheric data mostly unreadable. Flyby bus collected data. | Proton-K/D             |
| Mars 7 (3MP No.51P)                        | ۹ اوت ۱۹۷۳      | شوروی                                 | سطح‌نشین Flyby                         | Spacecraft failure                                         | Separated from coast stage prematurely, failed to enter Martian atmosphere | Proton-K/D             |
| Viking 1 orbiter                           | ۲۰ اوت ۱۹۷۵     | ناسا · ایالات متحده آمریکا            | مدارگرد                               | Successful                                                 | ۱۳۸۵ بار مدار را دور زد | Titan IIIE Centaur-D1T |
| Viking 1 lander                            | ۲۰ اوت ۱۹۷۵     | ناسا · ایالات متحده آمریکا            | Lander                                | موفق                                                       | The second lander successfully returning data, deployed from Viking 1 orbiter, operated for 2245 sols                                                                                              | Titan IIIE Centaur-D1T |
| Viking 2 orbiter                           | ۹ سپتامبر ۱۹۷۵  | ناسا · ایالات متحده آمریکا            | مدارگرد                               | موفق                                                       | ۷۰۰ بار مدار را دور زد. | Titan IIIE Centaur-D1T |
| Viking 2 lander                            | ۹ سپتامبر ۱۹۷۵  | NASA · ایالات متحده آمریکا            | Lander                                | موفق                                                       | Deployed from Viking 2 orbiter, operated for 1281 sols (۱۱ آوریل ۱۹۸۰) | Titan IIIE Centaur-D1T |
| Phobos 1 (1F No.101)                       | ۷ ژوئیه ۱۹۸۸    | شوروی                                 | Orbiter Phobos lander                 | نقص فضاپبما                                                | Communications lost before reaching Mars; failed to enter orbit | Proton-K/D-2           |
| Phobos 2 (1F No.102)                       | ۱۲ ژوئیه ۱۹۸۸   | شوروی                                 | Orbiter Phobos lander                 | نیمه‌موفق                                                   | Orbital observations successful, communications lost before landing | Proton-K/D-2           |
| Mars Observer                              | ۲۵ سپتامبر ۱۹۹۲ | ناسا · ایالات متحده آمریکا            | Orbiter                               | نقص فضاپبما                                                | Lost communications before orbital insertion | Commercial Titan III   |
| Mars Global Surveyor                       | ۷ نوامبر ۱۹۹۶   | NASA · ایالات متحده آمریکا            | Orbiter                               | موفق                                                       | به مدت ۷ سال به‌کار ادامه داد | Delta II 7925          |
| Mars 96 (M1 No.520)(Mars-8)                | ۱۶ نوامبر ۱۹۹۶  | Rosaviakosmos · روسیه                 | Orbiter Penetrators                   | Launch failure                                             | Never left LEO | Proton-K/D-2           |
| Mars Pathfinder                            | ۴ دسامبر ۱۹۹۶   | ناسا · ایالات متحده آمریکا            | Lander                                | موفق                                                       | Landed at 19.13°N 33.22°W on 4 July 1997 | Delta II 7925          |
| Sojourner                                  | ۴ دسامبر ۱۹۹۶   | ناسا · ایالات متحده آمریکا            | Rover                                 | موفق                                                       | The first rover on another planet, operated for 84 days | Delta II 7925          |
| Nozomi (PLANET-B)                          | ۳ ژوئیه ۱۹۹۸    | ISAS · ژاپن                           | مدارگرد                               | نقص فضاپیما                                                | پیش از رسیدن به مدار مریخ ذخیره سوخت آن تمام شد | M-V                    |
| Mars Climate Orbiter                       | ۱۱ دسامبر ۱۹۹۸  | NASA · ایالات متحده آمریکا            | مدارگرد                               | نقص فضاپیما                                                | Approached Mars too closely during orbit insertion attempt due to a software interface bug involving different units for impulse and burned up in the atmosphere                                   | Delta II 7425          |
| Mars Polar Lander                          | ۳ ژانویه ۱۹۹۹   | NASA · ایالات متحده آمریکا            | سطح‌نشین                               | Spacecraft failure                                         | Failed to land | Delta II 7425          |
| Deep Space 2                               | ۳ ژانویه ۱۹۹۹   | NASA · ایالات متحده آمریکا            | Penetrator                            | Spacecraft failure                                         | Deployed from MPL, no data returned | Delta II 7425          |
| Mars Odyssey                               | ۷ آوریل ۲۰۰۱    | ناسا · ایالات متحده آمریکا            | مدارگرد                               | هنوز عملیاتی است                                           | انتظار می‌رود تا سال ۲۰۲۵ عملیاتی بماند. | Delta II 7925          |
| مارس اکسپرس                                | ۲ ژوئن ۲۰۰۳     | ESA · اتحادیه اروپا                   | مدارگرد                               | هنوز عملیاتی است                                           | دارای سوخت کافی برای عملیاتی ماندن تا سال ۲۰۲۶ است. | Soyuz-FG/Fregat        |
| بیگل ۲                                     | ۲ ژوئن ۲۰۰۳     | ESA · اتحادیه اروپا                   | Lander                                | Lander failure                                             | هیچ ارتباطی پس از جدا شدن از مارس اکسپرس دریافت نشده‌است. تصویرهای مداری از محل فرود نشانگر فرود موفقیت‌آمیز است، اما دو صفحه خورشیدی نتوانسته‌اند در جای خود مستقر شوند و مانع تماس رادیویی آن شدند. | Soyuz-FG/Fregat        |
| Spirit (MER-A)                             | ۱۰ ژوئن ۲۰۰۳    | ناسا · ایالات متحده آمریکا            | Rover                                 | موفق                                                       | Landed on January 4, 2004. Operated for 2208 sols | دلتا ۲ ۷۹۲۵            |
| مریخ‌نورد آپورچونیتی (MER-B)                | ۸ ژوئیه ۲۰۰۳    | داسا · ایالات متحده آمریکا            | سطح‌پیما                               | موفق                                                       | Landed on January 25, 2004. Operated for 5351 sols | Delta II 7925H         |
| روزتا                                      | ۲ مارس ۲۰۰۴     | ESA · اتحادیه اروپا                   | Gravity assist                        | موفق                                                       | Flyby in February 2007 en route to 67P/Churyumov–Gerasimenko | Ariane 5G+             |
| مدارگرد شناسایی مریخ                       | ۱۲ اوت ۲۰۰۵     | ناسا · ایالات متحده آمریکا            | مدارگرد                               | هنوز عملیاتی است                                           | در ۱۰ ماه مارس، ۲۰۰۶ وارد مدار مریخ شد | Atlas V 401            |
| Phoenix                                    | ۴ اوت ۲۰۰۷      | ناسا · ایالات متحده آمریکا            | سطح‌نشین                               | موفق                                                       | فرود در ۲۵ مهٔ ۲۰۰۸. پایان مأموریت ۲ نوامبر، ۲۰۰۸ | Delta II 7925          |
| Dawn                                       | ۲۷ سپتامبر ۲۰۰۷ | NASA · ایالات متحده آمریکا            | Gravity assist                        | موفق                                                       | Flyby in February 2009 en route to 4 Vesta and Ceres | Delta II 7925H         |
| فوبوس-گرونت                                | ۸ نوامبر ۲۰۱۱   | روسکوسموس · روسیه                     | سطح‌نشین Phobos sample                 | نقص فضاپیما                                                | Never left LEO (intended to depart under own power) | Zenit-2M               |
| اینهو-۱                                    | ۸ نوامبر ۲۰۱۱   | CNSA · چین                            | مدارگرد                               | ناموفق Lost with Fobos-Grunt                               | To have been deployed by Fobos-Grunt | Zenit-2M               |
| مریخ‌نورد کنجکاوی (Mars Science Laboratory) | ۲۶ نوامبر ۲۰۱۱  | ناسا · ایالات متحده آمریکا            | سطح‌نورد                               | فعال                                                       | در ۶ اوت، ۲۰۱۲ | Atlas V 541            |
| مأموریت مدارگرد مریخ (Mangalyaan)          | ۵ نوامبر ۲۰۱۳   | ISRO · هند                            | مدارگرد                               | فعال مأموریت تا سال ۲۰۲۰ تمدید شده‌است.                     | PSLV-XL |                        |
| ماون                                       | ۱۸ نوامبر ۲۰۱۳  | ناسا · ایالات متحده آمریکا            | مدارگرد                               | هنوز عملیاتی است                                           | Orbit insertion on September 22, 2014 | Atlas V 401            |
| مدارگرد ردیاب گاز اگزومارس                 | ۱۴ مارس ۲۰۱۶    | ESA/Roscosmos · اتحادیه اروپا / روسیه | Orbiter                               | هنوز عملیاتی است                                           | Entered orbit on October 19, 2016 | Proton-M/ Briz-M       |
| سطح‌نشین ای‌دی‌ام اسکیاپارلی                  | ۱۴ مارس ۲۰۱۶    | ESA · اتحادیه اروپا                   | سطح‌نشین                               | Spacecraft failure                                         | Carried by the ExoMars Trace Gas Orbiter. Although the lander crashed, engineering data on the first five minutes of entry was successfully retrieved.                                             | Proton-M/ Briz-M       |
| این‌سایت                                    | ۵ مه ۲۰۱۸       | ناسا · ایالات متحده آمریکا            | سطح‌نشین                               | هنوز عملیاتی است                                           | Landed on November 26, 2018. | Atlas V 401            |
| مارکو                                      | ۵ مه ۲۰۱۸       | ناسا · ایالات متحده آمریکا            | Two CubeSats flyby supporting InSight | موفق                                                       | Flyby November 26, 2018. Last contact Feb 2019 | Atlas V 401            |